# Walter Kresse

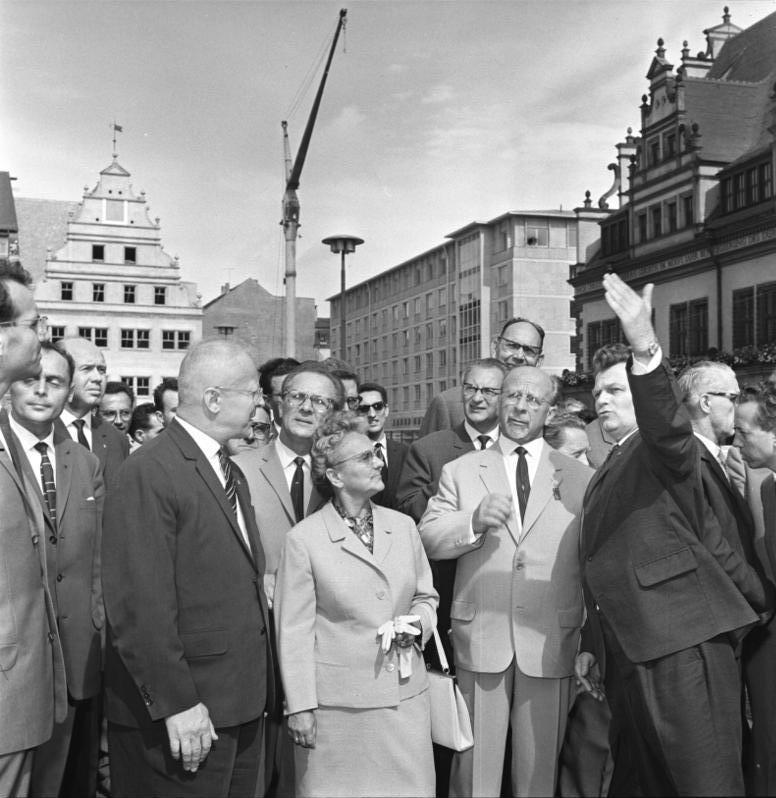
Walter Kresse (links) neben Erich Honecker, Lotte und Walter Ulbricht zur Leipziger Herbstmesse 1964

Walter Kresse (* 11. März 1910 in Leipzig; † 4. Februar 2001 ebenda) war ein deutscher Politiker der KPD und später der SED. Kresse war Oberbürgermeister von Leipzig (1959–1970), Präsident des Deutschen Städte- und Gemeindetages sowie Vizepräsident der Volkskammer der DDR.

## Leben
Walter Kresse stammte aus einer Arbeiterfamilie. Sein ältester Bruder war der Widerstandskämpfer Kurt Kresse. Nach Beendigung einer Kaufmannslehre arbeitete er ab 1927 als kaufmännischer Angestellter. 1928 trat er der KPD und ihrer Jugendorganisation KJVD bei. 1933 wurde Kresse verhaftet und zu einer dreijährigen Zuchthausstrafe verurteilt.
1942/43 diente er im Strafbataillon 999, geriet aber 1943 bei Tunis in amerikanische Kriegsgefangenschaft. Kresse blieb bis 1946 in Nordafrika und Alabama interniert, bevor er nach Leipzig zurückkehrte.
In seiner Heimatstadt engagierte er sich in SED und FDGB. 1950–1953 studierte Kresse Ökonomie, um nach Abschluss des Studiums kurz als Werksleiter zu arbeiten. 1954 wechselte er ins Ministerium für allgemeinen Maschinenbau und war 1956–1958 in diesem Ressort stellvertretender Minister. Im Anschluss stand er 1958/59 dem Wirtschaftsrat des Bezirkes Leipzig vor.
Vom 5. Dezember 1959 bis zum 15. April 1970 war Kresse Oberbürgermeister der Stadt Leipzig. In dieser Zeit absolvierte er ein Fernstudium zum Diplomjuristen. In seine Amtszeit als Oberbürgermeister fällt auch die Sprengung der im Krieg unbeschädigten Paulinerkirche Leipzig im Zuge des Ausbaus der damaligen Karl-Marx-Universität Leipzig zur sozialistischen Universität am 30. Mai 1968. Seine Person war daher in dem in der ersten Etage des Hauptgebäudes der Leipziger Universität befindlichen Gemälde von Werner Tübke „Arbeiterklasse und Intelligenz“ zu sehen, das Ergebnis eines Wettbewerbs mit dem Rahmenthema „Arbeiterklasse und Intelligenz sind unter Führung der marxistisch-leninistischen Partei im Sozialismus untrennbar verbunden“ war. Neben ihm sind der damalige 1. Sekretär der SED-Bezirksleitung Paul Fröhlich und der damalige Vorsitzende des Rates des Bezirkes Erich Grützner abgebildet.
Kresse wurde 1963 für die SED in die Volkskammer gewählt. Nach seiner Versetzung in den Ruhestand als Oberbürgermeister 1970 war er von 1973 bis 1980 Vizepräsident der Volkskammer sowie nach 1974 stellvertretender Vorsitzender des Ausschusses des Äußeren. Der Volkskammer gehörte Kresse bis 1990 an. Außerdem war Kresse nach 1963 bis 1974 Präsident des Deutschen Städte- und Gemeindetages der DDR.